# Maccabi Tel-Aviv FC
Maccabi Tel-Aviv FC je izraelski nogometni klub i jedan od najuspješnijih nogometnih klubova u Aziji jer je uspio osvojiti dvaput Ligu prvaka.

## Uspjeh kluba
- Izraelska Premijer liga:[2]  1935./36., 1936./37., 1938./39., 1941./42., 1946./47., 1949./50., 1951./52., 1953./54., 1955./56., 1957./58., 1966./68., 1969./70., 1971./72., 1976./77., 1978./79., 1991./92., 1994./95., 1995./96., 2002./03., 2012./13., 2013./14., 2014./15., 2018./19., 2019./20., 2023./24., 2024-25
- Liga tel-avivskog okruga: 1939.
- AFC Liga prvaka:[3] 1968./69. i 1970./71.
- Izraelski državni kup:[4] 1929., 1930., 1933., 1941., 1946., 1947., 1953./54., 1954./55., 1957./58., 1958./59., 1963./64., 1964./65., 1966./67., 1969./70., 1976./77., 1986./87., 1987./88., 1993./94., 1995./96., 2000./01., 2001./02., 2004./05., 2014./15., 2020./21.
- Toto Cup: 1992./93., 1998./99., 2008./09., 2014./15.

## Sponzori i dobavljači opreme
| Sezona    | Dobavljač opreme | Sponzor                        |
| --------- | ---------------- | ------------------------------ |
| 2015./16. | Adidas           | UNICEF                         |
| 2014./15. | Adidas           | Nitko                          |
| 2013./14. | Macron           | Nitko                          |
| 2011./13. | Under Armor      | Nitko                          |
| 2010./11. | Puma             | Paygea                         |
| 2009./10. | Kappa            | Paygea                         |
| 2008./09. | Diadora          | Chevrolet                      |
| 2007./08  | Diadora          | Cellcom                        |
| 2006./07. | Diadora          | Sony Bravia                    |
| 2005./06. | Diadora          | Resido                         |
| 2001./05. | Diadora          | Bezeq                          |
| 2000./01. | Adidas           | Bezeq                          |
| 1999./00. | Adidas           | Sony                           |
| 1998./99. | Adidas           | Visa                           |
| 1993./98. | Diadora          | Visa                           |
| 1991./93. | Diadora          | Raffels                        |
| 1990./91. | Diadora          | Prva međunarodna banka Izraela |
| 1987./88. | Puma             | Delta Textile                  |
| 1982./87. | Puma             | Baruch Fashion                 |
| 1978./79. | Umbro            | Goldstar                       |